# 1893 في كندا
فيما يلي قوائم الأحداث التي وقعت خلال عام 1893 في كندا.

## سياسة

### تعيين في المنصب
- 1 يناير – ويليام آدامز عضو الجمعية التشريعية لكولومبيا البريطانية ‏.

## مواليد

### يونيو
- 9 يونيو – لوتي بيكفورد ممثلة كندية.

### أكتوبر
- 12 أكتوبر – جورج هودسون سبّاح كندي.

## وفيات

### أكتوبر
- 30 أكتوبر – جون أبوت (مواليد 1821)